# ديفيد أبراهامز
ديفيد أبراهامز (بالإنجليزية: David Abrahams)‏ هو شخصية أعمال بريطاني، ولد في 13 نوفمبر 1944 في نيوكاسل أبون تاين في المملكة المتحدة.